# جيرو أبنينس 2015
جيرو أبنينس 2015 (بالفرنسية: Tour des Apennins 2015)‏ هو سباق دراجات هوائية، وهو الموسم رقم 76 من نفس السباق، وأقيم في 26 أبريل 2015، وامتدّ لمسافة 191.7 كيلومتر، وهو أحد سباقات طواف أوروبا للدراجات 2015، وقد شارك في السباق 99 متسابقاً ووصل إلى نهايته 60 متسابقاً.
فاز فيه بالمركز الأول عمر فريل، وبالمركز الثاني Stefano Pirazzi ‏، وبالمركز الثالث داميانو كيونقو.

## الفرق
| فرق قارية محترفة (7)- أندروني جوكاتولي-سيدرمك 2015 ‏ - Bardiani CSF - كاجا رورال-سيغوروس 2015 ‏ - Colombia (cycling team) ‏ - نيبو-فيني فانتيني-يوربا أوفيني ‏ - غازبروم روسفيلو ‏ - ساوث إيست 2015 ‏ فرق قارية (6)- أموري وفيتا - برودير ‏ - Team Idea 2010 ASD ‏ - Lokosphinx ‏ - MG.K vis Colors for Peace ‏ - فريق تيرول كيه تي إم للدراجات ‏ - Trevigiani Phonix–Hemus 1896 ‏ فريق وطني- فريق إيطاليا لركوب الدراجات 2015 ‏ |  |
| |  |

## التصنيف العام النهائي
| \| التصنيف العام \| التصنيف العام \| التصنيف العام \| التصنيف العام \| التصنيف العام \| \| العداء \| العداء \| الفريق \| الوقت \| \| \| ------------- \| ---------------------------- \| ------------------------------------------- \| ------------- \| ------------- \| \| 1 \| عمر فريل \| كاجا رورال-سيغوروس [الإنجليزية]‏ \| \| \| \| 2 \| Stefano Pirazzi [الإنجليزية]‏ \| Bardiani CSF \| \| \| \| 3 \| داميانو كيونقو \| نيبو-فيني فانتيني-يوربا أوفيني [الإنجليزية]‏ \| \| \| |                  |                                 |       |  |
| |                  |                                 |       |  |
| مصادر: ProCyclingStats Cycling Quotient Cycling Archives |                  |                                 |       |  |
| التصنيف العام |                  |                                 |       |  |
| العداء | العداء           | الفريق                          | الوقت |  |
| 1 | عمر فريل         | كاجا رورال-سيغوروس ‏             |       |  |
| 2 | Stefano Pirazzi ‏ | Bardiani CSF                    |       |  |
| 3 | داميانو كيونقو   | نيبو-فيني فانتيني-يوربا أوفيني ‏ |       |  |

## وصلات خارجية
- الموقع الرسمي
- جيرو أبنينس 2015 على موقع إحصائيات الدراجات الإحترافية (الإنجليزية)